# Johanna Langefeld
Johanna Langefeld (Essen, Alemania; 5 de marzo de 1900 – Augsburgo, Alemania; 26 de enero de 1974) fue una guardia femenina en los campos de concentración nazis que participó activamente en el Holocausto.

## Juventud
Nacida en Kupferdreh (hoy día Essen, en Alemania), Johanna Langefeld creció en una familia nacionalista y luterana. Su padre fue cerrajero. En 1924 se mudó a Mülheim y se casó con Wilhelm Langefeld, quien falleció en 1926 por una obstrucción pulmonar. En 1928, Langefeld quedó embarazada de otro hombre, tras lo cual se mudó a Düsseldorf donde su hijo nació en agosto de ese mismo año.
Langefeld estuvo desempleada hasta los 34 años, cuando empezó a enseñar economía doméstica en un negocio comercial en la ciudad de Neuss. Desde 1935, trabajó como guardia en una Arbeitsanstalt (Institución de trabajo) en Brauweiler. En efecto, era un reformatorio para prostitutas, desempleados y mujeres sin hogar, así como otras personas denominadas 'asociales', quienes fueron después encerrados en campos de concentración. Desde 1937, Langefeld era miembro del Partido Nazi.

## En el campo de concentración
En marzo de 1938, se enlistó para trabajar como guardia en el primer Campo de concentración de las SS para mujeres en Lichtenburg. Después de un año, Langefeld se convirtió en superintendente del campo hasta ser transferida al campo de Ravensbrück en mayo de 1939.
La superintendente (Oberaufseherin) era la asistente del "Schutzhaftlagerführer", el líder de la custodia preventiva del campo. Según las regulaciones del campo, la Oberaufseherin debían consultar al Schutzhaftlagerführer en "todos los asuntos femeninos". Johanna Langefeld estuvo a cargo de las selecciones en Ravensbrück durante la llamada campaña de asesinatos “14f13”.
A mediados de marzo de 1942, Langefeld estaba asignada al nuevo edificio femenino de Auschwitz. Allí seleccionaba a los prisioneros para la cámara de gas. Rudolf Höß, el Comandante del Campo de concentración de Auschwitz, recordó su relación con Johanna Langefeld de la siguiente manera:
La Supervisora en Jefe femenina de ese periodo, Frau Langefeld, no tenía capacidad para controlar la situación, aún ella se rehusaba a aceptar ninguna de las instrucciones dadas por el líder de la Custodia Preventiva. Actuando bajo mi propia iniciativa, simplemente, puse el campo de mujeres bajo su completa jurisdicción.
Durante la visita del SS Reichsführer Heinrich Himmler el 18 de julio de 1942, Langefeld trató de hablar con él para anular esa orden. En efecto, Rudolf Höß admitió después de la guerra que “el Reichsführer SS rechazó absolutamente anular la orden” ya que deseaba un “campo de mujeres comandado por una mujer”. Himmler ordenó que Langefeld debía permanecer en su cargo y que en el futuro ningún hombre de la SS debía entrar al campo femenino. 
Ese mismo mes, el campo de mujeres de Auschwitz fue mudado al campo de Birkenau a tres kilómetros de distancia. Dos semanas después, Langefeld sufrió una herida en el menisco y requirió una operación del cartílago en el Sanatorio SS de Hohenlychen cerca de Ravensbrück. Durante su estancia ahí, fue a ver al SS Obergruppenführer Oswald Pohl, el Jefe de la Oficina Principal de Administración y Economía de la SS, en Berlín, y lo convenció de que la transfirieran al campo de Ravensbrück nuevamente. María Mandel se convirtió en la nueva Oberaufseherin del campo de concentración de Auschwitz. Oswald Pohl dio instrucciones al Jefe del Departamento D, de la Oficina Principal de Administración y Economía de la SS, General SS Richard Glücks, para que de en ese momento en adelante, los líderes de Custodia Preventiva de los campos de mujeres fueran las Superintendentes de las mujeres, las Oberaufseherinnen.
Margarete Buber-Neumann, una prisionera quien se convirtió en la asistente de Langefeld en Ravensbrück, recordó que Langefeld fue destituida por su excesiva simpatía por los prisioneros polacos, ella fue separada de su hijo, arrestada en Breslau, donde un Tribunal de la SS preparó un juicio contra ella. Langefeld nunca pasó a juicio, siendo relegada de sus funciones de servicio en el Campo. Se mudó a Múnich y empezó a trabajar en la fábrica de vehículos BMW.

## Arresto y muerte
El 20 de diciembre de 1945, Langefeld fue arrestada por el Ejército de los Estados Unidos, y extraditada en septiembre de 1946, a Polonia, donde el Poder Judicial polaco preparó un juicio en Cracovia, contra el personal de la SS en Auschwitz. El 23 de diciembre de 1946, Johanna Langefeld escapó de la prisión y se ocultó en un monasterio, trabajando en un hogar privado. A mediados de 1957, ella regresó ilegalmente a vivir junto a su hermana en Múnich. Langefeld murió en Augsburg, Alemania, el 26 de enero de 1974, a la edad de 73 años.